# Liste d'ouvrages sur la théorie et l'histoire de la musique
Cet article présente, dans l'ordre chronologique de publication, quelques ouvrages importants sur la théorie de la musique (principalement occidentale : Composition, mélodie, harmonie, contrepoint, orchestration, éducation musicale en général), l'histoire de la musique, la musicologie et la critique musicale (liste non exhaustive).

## Avant 1300
- vers 500 – Anicius Manlius Severinus Boëthius : De institutione musica
- vers 600 - Saint Isidore : Etymologiae (livre III, de quattuor disciplinis mathematicis)
- vers 1025 – Guido d'Arezzo : Micrologus de disciplina artis musicae
- vers 1280 – Francon de Cologne : Ars cantus mensurabilis
- entre 1274 et 1306 - Jérôme de Moravie : Tractatus de musica

## XIVesiècle
- vers 1320 - Philippe de Vitry : Ars Nova
- 1323 - Jean des Murs : Notitia Artis Musicae
- 1324 - Jacques de Liège : Speculum musicae

## XVesiècle
- vers 1450 – Henri Arnault de Zwolle : [Manuscrit sur les instruments de musique]. Paris, Bibliothèque Nationale, Ms. lat. 7295. Dijon.
- 1452 – Conrad Paumann : Fundamentum organisandi. Nuremberg.
- 1459 – 1463 – Paulus Paulirinus : Liber vigenti artium. Cracovie, Biblioteka Jagiellonska, Cod. 257. Pilsen
- 1484 – Johannes Tinctoris : De inventione et usu musicae. Naples
- 1495 – Johannes Tinctoris : Terminorum musicae deffinitorium. Trévise. Premier lexique musical

## XVIesiècle
- 1511 – Arnolt Schlick : Spiegel der Orgelmacher und Organisten. Heidelberg.
- 1511 – Sebastian Virdung : Musica getutscht und außgezogen. Bâle.
- 1516 – Pietro Aaron : Libri tres de Institutione Harmonica. Bologne.
- 1528 – Martin Agricola : Musica instrumentalis deutsch. Wittenberg.
- 1532 – Hans Gerle : Musica teutsch, auf die Instrument der großen und kleinen Geygen, auch Lauten geschrieben. Nuremberg
- 1533 – Giovanni Maria Lanfranco : Scintille di musica. Brescia
- 1535 – Silvestro Ganassi : Opera intitulata Fontegara. Venise
- 1536 – Othmar Luscinius : Musurgia seu Praxis Musicea. Strasbourg
- 1542 – Silvestro Ganassi : Regola Rubertina. Venise
- 1543 – Silvestro Ganassi : Lettione seconda pur della prattica di sonare il violone d'arco da tasti. Venise
- 1545 – Martin Agricola : Musica instrumentalis deutsch. Wittenberg
- 1547 – Glarean : Dodekachordon. Bâle
- 1553 – Diego Ortiz : Tratado de Glosas. Rome
- 1555 – Juan Bermudo : Declaración de instrumentos musicales. Osuna
- 1555 – Nicola Vicentino : L’antica musica ridotta alle moderna prattica. Rome
- 1556 – Philibert Jambe de fer : L’épitome musicale. Lyon
- 1558 – Gioseffo Zarlino : Le istitutioni harmoniche. Venise
- 1565 - Tomás de Santa María : Arte de tañer fantasía. Valladolid
- 1592 – Ludovico Zacconi : Prattica di musica utile et necessaria. Venise
- 1593 - Girolamo Diruta : Il Transilvano (1re partie). Venise

## XVIIesiècle
- 1601 – Scipione Cerreto : Della prattica musica vocale et strumentale. Naples
- 1607 – Agostino Agazzari : Del sonare sopra il basso con tutti l’istromenti e dell’ uso loro nel conserto. Sienne
- 1609 – Adriano Banchieri : Conclusioni nel suono dell'organo. Bologne
- 1610 - Girolamo Diruta : Il Transilvano (2de partie). Venise
- 1613 – Pietro Cerone : El Melopeo y Maestro. Naples. Repris de Zacconi 1592
- 1618 - René Descartes : Compendium musicae
- 1619 – Johannes Kepler : Harmonices Mundi. Linz.
- 1619 – 1620 : Michael Praetorius : Syntagma musicum. Tome II, De Organographia, Theatrum instrumentorum seu, Sciagraphia. Wolfenbüttel
- 1620 – Francesco Rognoni Taeggio : Selva de varii passaggi secondo l’uso moderno per cantare & suonare. 2 tomes. Milan
- 1636 – Marin Mersenne : Harmonie universelle. Paris
- 1650 - Jean II Denis : Traité de l'accord de l'épinette. Paris
- 1650 - Athanasius Kircher : Musurgia universalis, sive ars magna consoni et dissoni
- 1676 – Thomas Mace : Musick’s Monument. Londres
- 1687 – Angelo Berardi (en) : Documenti armonici. Bologne
- 1687 – Andreas Werckmeister : Musicae mathematicae hodegus curiosus oder Richtiger Musicalischer Weg-Weiser. Francfort sur le Main et Leipzig (réédition  (ISBN 3-487-04080-8))
- 1691 - Andreas Werckmeister: Musicalische Temperatur. Quedlinburg
- 1698 - Andreas Werckmeister: Erweiterte und verbesserte Orgel-Probe. Quedlinburg

## XVIIIesiècle
- 1700 - 1792 - Jean-Pierre Freillon-Poncein (de) : La véritable manière d'apprendre à jouer en perfection du haut-bois, de la flûte et du flageolet... Paris
- 1701 – Joseph Sauveur : Principes d'Acoustique et de Musique. Paris
- 1701 – Tomáš Baltazar Janovka : Clavis ad thesaurum magnae artis musicae. Prague
- 1707 – Jacques-Martin Hotteterre : Principes de la flûte traversière, ou flûte d'Allemagne, de la flûte à bec ou flûte douce et du hautbois, divisez par traictez. Paris
- 1717 – François Couperin : L'Art de toucher le clavecin. Paris
- 1722 – Jean-Philippe Rameau : Traité de l'harmonie réduite à ses principes naturels. Paris
- 1725 – Johann Joseph Fux : Gradus ad Parnassum. Vienne. Übersetzt von Lorenz Christoph Mizler 1742 Leipzig (Neudruck  (ISBN 3-487-05209-1))
- 1726 – Jean-Philippe Rameau : Nouveau système de musique théorique, Paris
- 1728 – Johann David Heinichen : Der General-Bass in der Composition. Dresde
- 1731 – Johann Mattheson : Grosse General-Bass-Schule. Hambourg
- 1732 – Johann Gottfried Walther : Musicalisches Lexicon Oder Musicalische Bibliothec. Leipzig. Erstes deutschsprachiges Musiklexikon
- 1737 – Johann Mattheson : Kern melodischer Wissenschafft, bestehend in den auserlesensten Haupt- und Grund-Lehren der musicalischen Setz-Kunst oder Composition. Hambourg
- 1737 – Jean-Philippe Rameau : Génération harmonique, Paris
- 1737 – 1740 – Johann Adolph Scheibe : Der Critische Musicus. Hambourg
- 1738 – Michel Corrette : L’École d’Orphée. Paris
- 1739 – Leonhard Euler : Tentamen novae theoriae musicae. Saint Pétersbourg
- 1739 – Johann Mattheson : Der vollkommene Capellmeister. Hambourg
- 1745 – Meinrad Spieß (de) : Tractatus musicus compositorio-practicus. Augsbourg
- 1745 – 1747 – Georg Andreas Sorge : Vorgemach der musicalischen Composition. Lobenstein
- 1750 – Jean-Philippe Rameau : Démonstration du principe de l'harmonie. Paris
- 1752 – Jean Le Rond d’Alembert : Éléments de musique théorique et pratique, suivant les principes de M. Rameau. Paris
- 1752 – Johann Joachim Quantz : Versuch einer Anweisung die Flöte traversiere zu spielen (de). Berlin
- 1752 – 1782 – Joseph Riepel (de) : Anfangsgründe zur musicalischen Setzkunst. Francfort
- 1753 – Friedrich Wilhelm Marpurg : Abhandlung von der Fuge. Berlin
- 1753-1762 – Carl Philipp Emanuel Bach : Versuch über die wahre Art, das Clavier zu spielen. Berlin (Nachdruck  (ISBN 3-765-10179-6))
- 1754 – Jean-Philippe Rameau : Observations sur notre instinct pour la musique et sur son principe, Paris
- 1754 – Giuseppe Tartini : Trattato di musica secondo la vera scienza dell'armonia. Padoue
- 1756 – Leopold Mozart : Versuch einer gründlichen Violinschule. Salzbourg
- 1757 – 1762 – Friedrich Wilhelm Marpurg : Handbuch bey dem Generalbasse und der Composition. Berlin
- 1757 - Giovanni Battista Martini : Storia della musica (Bologne 1757/1781
- 1758 - Jakob Adlung : Anleitung zu der musikalischen Gelahrtheit (Erfurt, 1758)
- 1759 – 1762 – Friedrich Wilhelm Marpurg: Kritische Briefe über die Tonkunst. Berlin
- 1760 – Giorgio Antoniotto : L'Arte armonica, Londres
- 1760 – Jean-Philippe Rameau : Code de musique pratique, Paris, en ligne sur Gallica
- 1762 - Antonio Soler : Llave de la modulación. Madrid
- 1763 – Johann Philipp Kirnberger : Die Kunst des reinen Satzes in der Musik. Berlin
- 1766 - Dom Bedos de Celles : L'Art du facteur d'orgues. Paris, 1766-1778
- 1768 – Jakob Adlung : Musica mechanica organoedi. Berlin
- 1768 – Jean-Jacques Rousseau : Dictionnaire de Musique. Paris
- 1771 – Giuseppe Tartini : Traité des agréments de la musique. Paris
- 1773 – Leonhard Euler : De harmoniae veris principiis per speculum musicum representatis.
- 1774 - Giovanni Battista Martini : Saggio fondamentale pratico di contrapunto sopra il canto fermo, Bologne
- 1776 – John Hawkins : A General History of the Science and Practice of Music
- 1776 – Charles Burney : History of Music 1776/1789
- 1778 – Johann Nikolaus Forkel : Musikalisch kritische Bibliothek. Gotha
- 1782 – 1793 – Heinrich Christoph Koch : Versuch einer Anleitung zur Composition. Rudolstadt et Leipzig
- 1786 – Johann George Tromlitz : Kurze Abhandlung vom Flötenspielen. Leipzig
- 1791 – Johann Georg Tromlitz: Ausführlicher und gründlicher Unterricht, die Flöte zu spielen. Leipzig
- 1791 – Francesco Galeazzi (de) : Elementi teoretico-pratici di musica con un saggio l’arte suonare il violino analizzata, ed a dimonstrabilis principi ridotta. Rome

## XIXesiècle
- 1804 — José Teixidor y Barceló : Discurdo sobre la historia universal de la música et Tratado fundamental de la música, Madrid
- 1806 – Christian Friedrich Daniel Schubart : Ideen zu einer Ästhetik der Tonkunst. Vienne
- 1806 – Jérôme-Joseph de Momigny : Cours complet d'harmonie et de composition d'après une théorie neuve. Paris
- 1814 – Anton Reicha : Traité de mélodie. Paris
- 1817 – 1821 – Gottfried Weber : Versuch einer geordneten Theorie der Tonsetzkunst. Mannheim
- 1826 – Anton Reicha : Traité de haute composition musicale. Paris
- 1844 – Hector Berlioz : Traité d'instrumentation et d'orchestration. Paris
- 1849 – Richard Wagner : Das Kunstwerk der Zukunft. Zurich
- 1855 – Hector Berlioz : Le chef d'orchestre, théorie de son art (ajout au Traité de 1844). Paris
- 1863 – Hermann von Helmholtz : Die Lehre von den Tonempfindungen als physiologische Grundlage für die Theorie der Musik. Braunschweig
- 1887 – Hugo Riemann : Handbuch der Harmonielehre. Leipzig

## XXesiècle
- 1906 – Heinrich Schenker : Traité d'harmonie (Harmonielehre). Stuttgart, Berlin. (Neue Theorien und Fantasien, vol. I)
- 1907 – Ferrucio Busoni : Entwurf einer neue Ästhetike der Tonkunst (« Esquisse d'une nouvelle esthétique musicale »). Berlin
- 1910 – Contrepoint (Kontrapunkt) I, Cantus firmus und zweistimmige Satz. Vienne. (Neue musikalische Theorien und Fantasien, vol. II/1)
- 1911 – Arnold Schönberg : Traité d'harmonie (Harmonielehre). Vienne
- 1922 – Contrepoint (Kontrapunkt) II, Drei- und mehrstimmiger Satz; Übergänge zum freien Satz. Vienne. (Neue musikalische Theorien und Fantasien, vol. II/2)
- 1930 – Henry Cowell : New Musical Resources. New York
- 1935 – L'Écriture libre (Der freie Satz). Vienne. (Neue musikalische Theorien und Fantasien, vol. III)
- 1947 – Nicolas Slonimsky : Thesaurus of scales and mélodic patterns (« Thésaurus de gammes et progressions mélodiques »). New York
- 1947 – Igor Stravinsky, Roland-Manuel et Pierre Souvtchinsky (en) : Poétique musicale. Paris
- 1948 – Nicolas Slonimsky : Slonimsky's Book of Musical Anecdotes (« Recueil d'anecdotes musicales »). New York
- 1949 – Harry Partch : Genesis of a Music (« Genèse d'une musique »). New York
- 1950 – Jacques Barzun : Berlioz and the Romantic Century (« Berlioz et le siècle romantique »). Boston
- 1950 – Arnold Schönberg : Style and Idea (« Le style et l'idée »). New York
- 1953 – Nicolas Slonimsky : Lexicon of Musical Invective (« Lexique d'invectives musicales »). New York
- 1954 – Charles Koechlin : Traité de l'orchestration. Paris

### Généralités
- « Bibliographie », dans Marc Vignal, Dictionnaire de la musique, vol. II, Paris, Larousse, 1982, 1803 p. (ISBN 2-03-511304-0, OCLC 715299904), p. 1683–1746.
- (en) Thomas Christensen (éd.), The Cambridge History of Western Music Theory, Paris, Cambridge University Press, 2006 (1re éd. 2002), 981 p. (ISBN 0-521-62371-5, OCLC 517541570) — bibliographie pour chacun des trente-et-un chapitres.
- Simone Wallon, La documentation musicologique, Paris, Beauchesne, coll. « Guides musicologiques » (no 3), 1984, 142 p. (ISBN 978-2-7010-1083-0, lire en ligne)

### Par époque
- (en) Evan A. Maccarthy, « Transformations in music theory and music treatises », dans The Cambridge history of fifteenth-century music, Cambridge University Press, 2015, xxxv-875 (ISBN 978-1-107-01524-1, OCLC 951376257), p. 602
- Marcelle Benoit (dir.), Dictionnaire de la musique en France aux XVIIe et XVIIIe siècles, Paris, Fayard, 1992, xvi-811 (ISBN 2-213-02824-9, OCLC 409538325, BNF 36660742), « Bibliographie », p. 739–781.
- « Orientation bibliographique », dans Joël-Marie Fauquet (dir.), Dictionnaire de la musique en France au XIXe siècle, Fayard, 2003, xviii-1406 (ISBN 2-213-59316-7, OCLC 936927646, BNF 39052242), p. 1327–1385.

### Thème
- (en) James E. Perone, Orchestration Theory : A Bibliography, Westport (Conn.)/London, Greenwood Press, coll. « Music Reference Collection » (no 52), 1996, ix-183 (ISBN 0-313-29596-4, ISSN 0736-7740, OCLC 33970345, lire en ligne)